# Monasterio de Santa María de Toloño
Santa María de Toloño, también conocido como Nuestra Señora de los Ángeles, fue un monasterio situado en la sierra de Toloño cerca de Labastida, Álava (España), construido en el siglo IX por la Orden de San Jerónimo. Estos lo habitaron unos pocos años y posteriormente quedó a cargo de la hermandad de la Divisa, formada para administrarlo. Quedó destruido en la primera Guerra Carlista y de él quedan solo algunas paredes.

## Historia

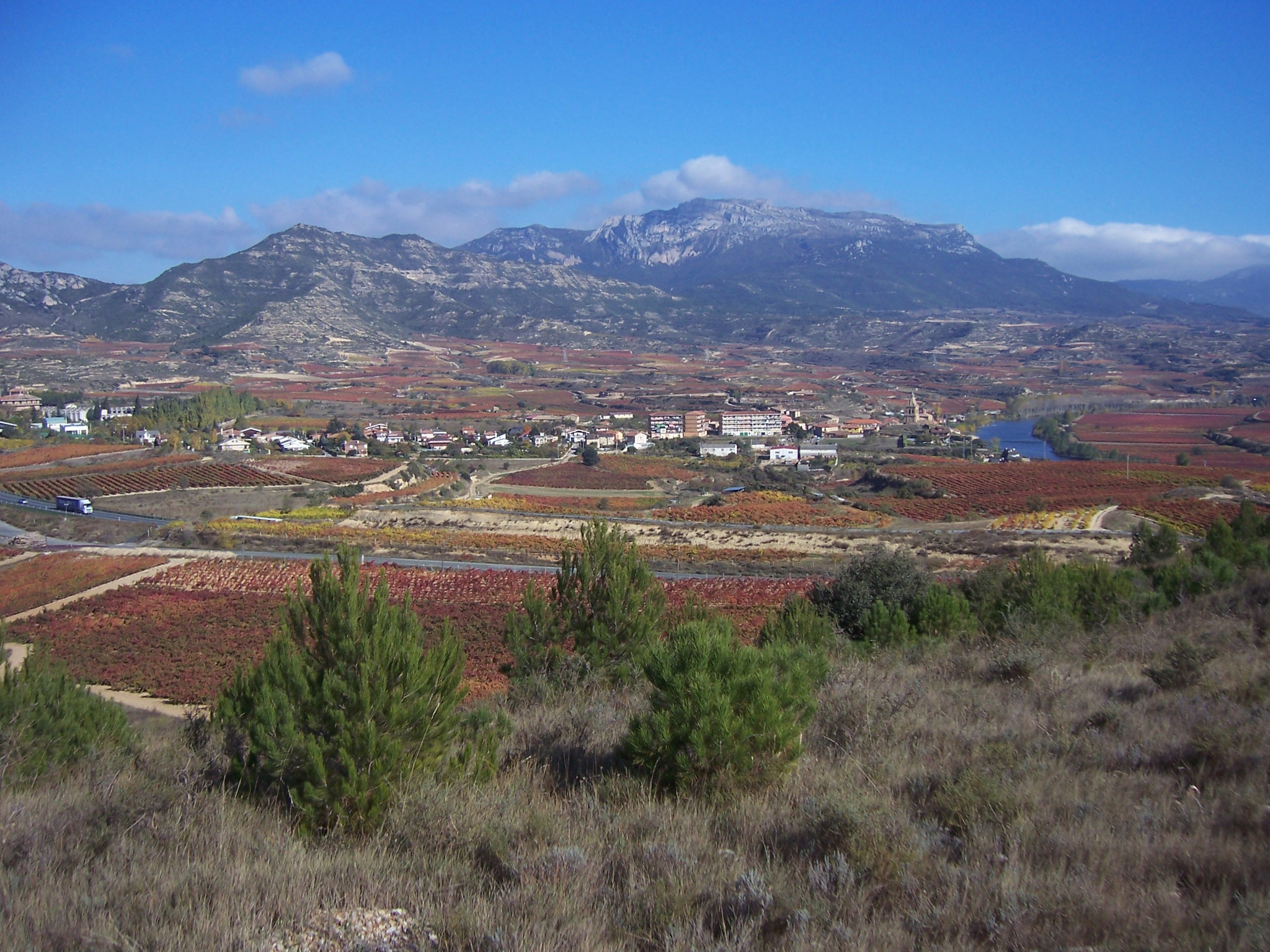
En lo más alto de la sierra de Toloño se ubicaba el Monasterio.

Fray José de Sigüenza recogía en su Historia de la Orden de San Jerónimo que en la diócesis de Calahorra, en el lugar de Toloño, existía una ermita en la que vivían algunos ermitaños dedicados a la vida espiritual y penitente en lo más alto de la cumbre. Con la devoción hacia la orden de San Jerónimo que Juan de Guzmán, obispo de la diócesis, había mostrado con la fundación del monasterio de San Miguel del Monte junto al desfiladero de la Morcuera (municipio de Miranda de Ebro), quiso que ese lugar se sumase a la misma orden. La fecha no está clara.

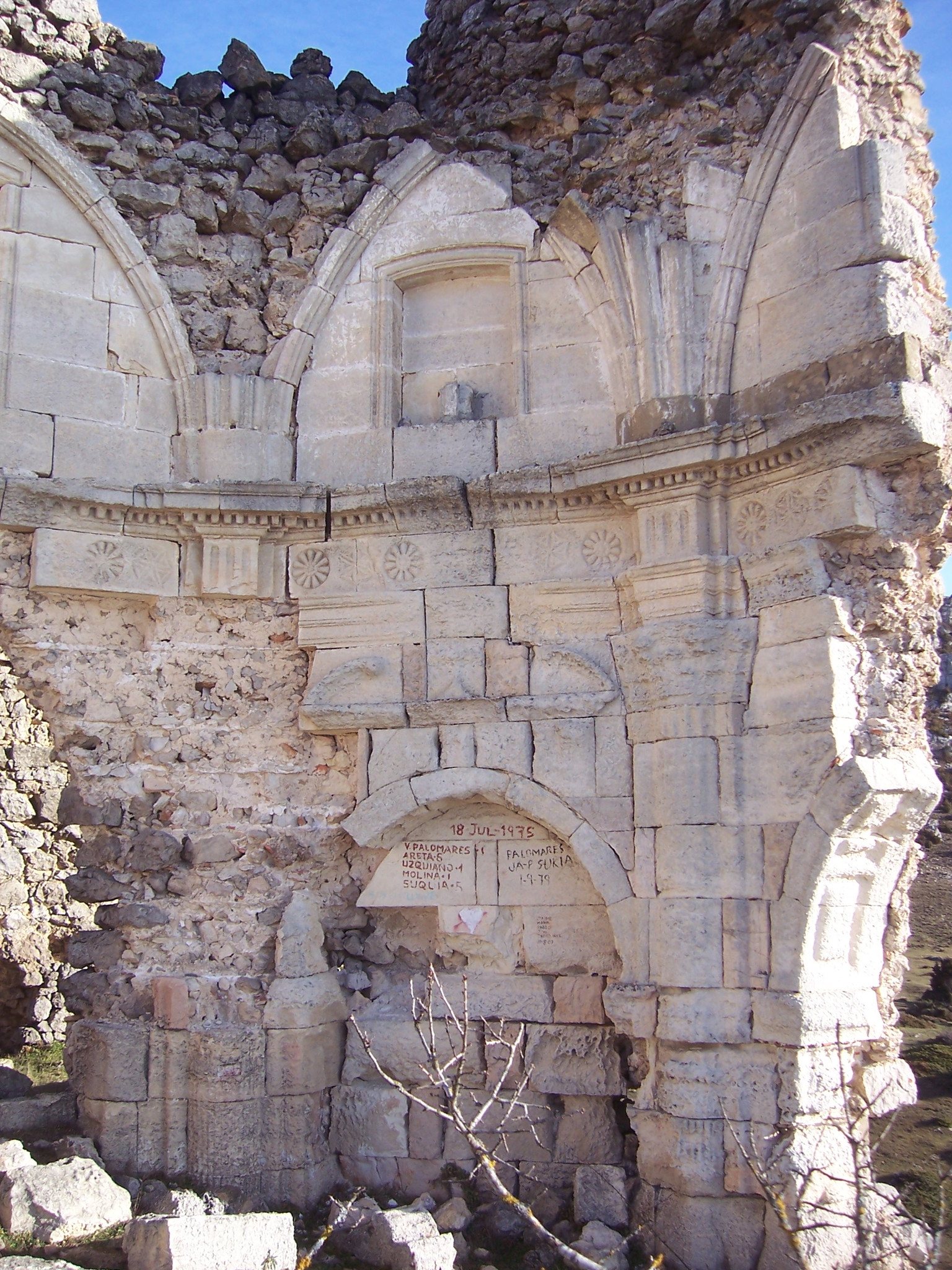
Capilla

La ermita fue asignada al monasterio de San Miguel del Monte, para que aumentase sus rentas y saliese de la pobreza. Después parecía que podía valerse por sí sola y formar convento con las rentas que tenían y algunas que se esperaban, por lo que se solicitó confirmación al papa Benedicto XIII, poniéndose así en pie el monasterio con su prior y frailes.
Hacia 1403, por mandato del prelado de Calahorra, los monjes de San Miguel del Monte se hicieron cargo de la custodia de la ermita de Santa María de Ariceta o Aritzeta, en la —entonces aún inexistente— población riojana de San Asensio. En 1410, los religiosos, provistos de bula pontificia, realizaron un traslado: Aritzeta haría las funciones de monasterio y San Miguel serviría de granja y descanso. Así el Monasterio de Toloño sería guiado desde Aritzeta, donde en 1419 comenzó la construcción del Monasterio de Santa María de la Estrella, al que seguiría perteneciendo.
El monasterio se mantuvo algunos años padeciendo las adversas condiciones de ese lugar.
La orden no les permitía pedir y tampoco podían recibir novicios, porque no había con que sustentarlos. No eran suficientes para guardar la forma de las ceremonias y mantener las costumbres, ni eran buenos granjeros.
Todo ello les hizo caer en suma miseria. La congregación determinó dejar el lugar, para lo que dieron poder a los visitadores generales para que lo considerasen. En 1417 llegaron allí y lo vieron aún peor de lo que les habían dicho, por lo que dieron las gracias a los religiosos que tanto habían aguantado allí por su buen ejemplo y decidieron que les repartirían por otros monasterios de la orden.
La orden renunció en 1422 a todo lo que allí habían poseído y lo cedieron, junto con una granja que llamaban Erremelluri, al obispo de Calahorra Diego López de Zúñiga. Este lo aceptó y envió a Martín Fernández Bastida para que sirviese allí como capellán.
Poco después se formó la hermandad de la Divisa, compuesta por las villas de Peñacerrada, Labastida, Salinillas de Buradón, Ocio, Berganzo y el condado de Treviño, que se encargarían de su gobierno y administración, hasta que el monasterio quedó destruido por un incendio en 1835 durante la primera Guerra Carlista.

## Descripción

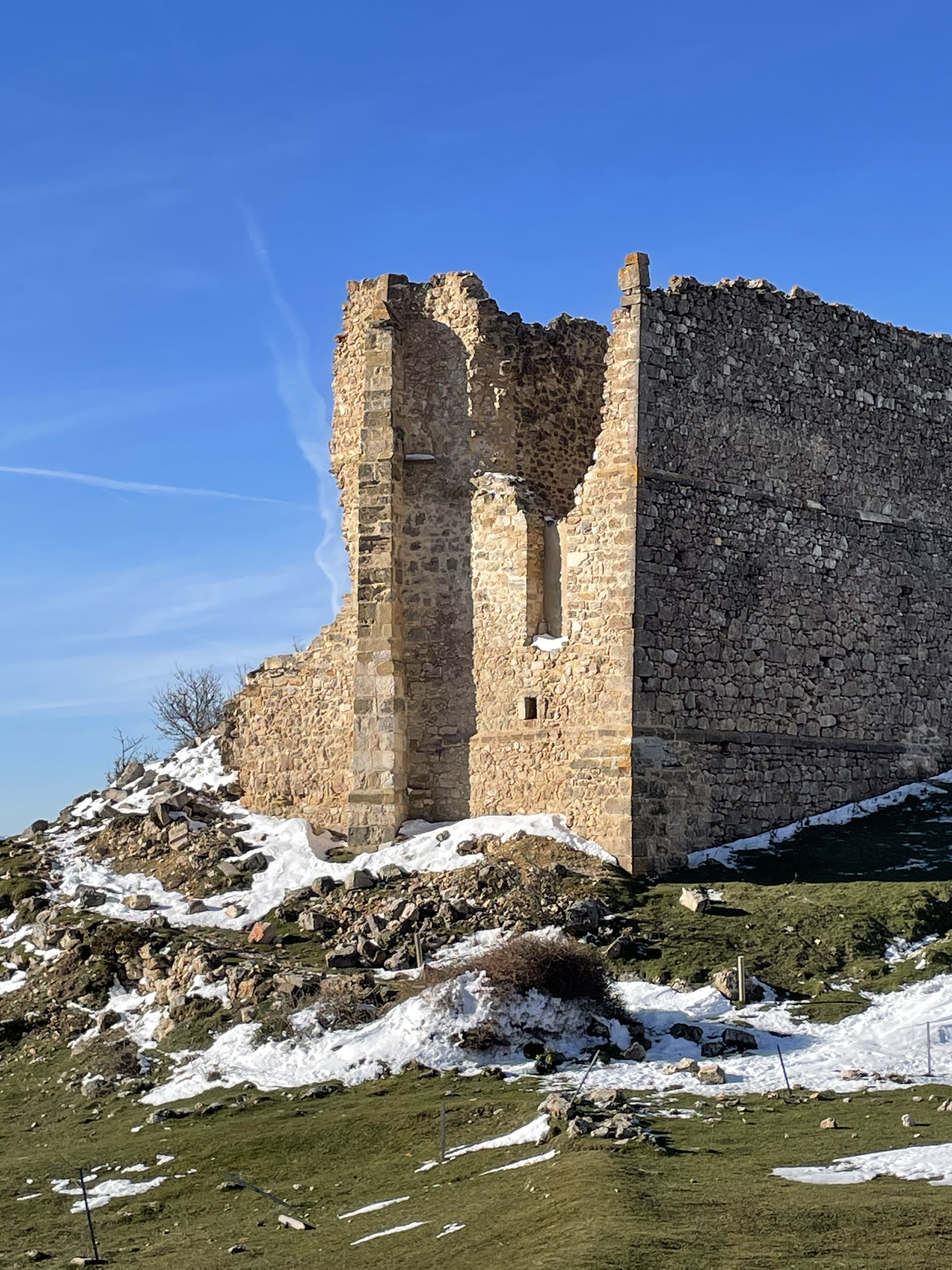
Ruinas

La casa era bastante suntuosa, con iglesia, camarín y sacristía de buena arquitectura, su retablo mayor, los dos colaterales y otro del camarín eran de piedra blanca y de muy buena calidad. La hospedería contenía 22 aposentos, 5 cocinas, habitaciones separadas para un capellán, dos ermitaños y un criado, además de una sala bastante capaz para las juntas de la Divisa.

## Romerías
Los pueblos de Álava y La Rioja, persuadidos de la milagrosa aparición de la Virgen y de sus muchos milagros concurrían al monasterio en romerías.

### Desde Haro
Desde la villa de Haro durante años se realizó una romería al santuario.
En 1467, por la cercanía de las tropas del reino de Navarra se decidió que los oficiales del concejo no fueran a la procesión: "Otrosi mandaron que se liebe a Tolonno mannana martes la ofrenda acostunbrada con algunos, e non baya allá el conçeio por el reçelo de los nabarros".
El concejo se preocupaba de que en ella participase el mayor número de vecinos, así ordenaba "que el juebes vayan a Tolonno e bayan de cada casa uno so la pena acostrumbrada, e se liebe la cordera e se haga commo se acostunbra.
En 1486 el mayordomo del concejo pagó a Juan de Villaçian, mayordomo de la cofradía de San Sebastián, 387,5 mrs. por llevar las antorchas de la cofradía a Toloño.
En 1505 se recoge "... pagué (se refiere al mayordomo) çiento e çinquenta maravedís porque dio treinta cuartales de pan quando fueron a Nuestra Sennora de Tolonno en proçeçión".